# 6-я дивизия тяжёлой кавалерии (Первая империя)
6-я дивизия тяжёлой кавалерии (фр. 6e division de grosse cavalerie), иногда также 6-я драгунская дивизия (фр. 6e division de dragons) — кавалерийская дивизия Франции периода наполеоновских войн.

## История дивизии
Дивизия образована Наполеоном 2 января 1812 года из кавалерийского резерва Итальянского обсервационного корпуса.
15 февраля 1812 года вошла в состав 3-го кавалерийского корпуса Великой Армии.
6 февраля 1813 года Наполеон провёл реорганизацию кавалерии, и дивизия не была воссоздана.
13 октября 1813 года вновь сформирована в составе 5-го кавалерийского корпуса из драгунских полков, прибывших с Пиренейского полуострова.
18 ноября 1813 года по причине огромных потерь, понесённых в Битве народов, Император реорганизовал французскую армию. Дивизия сменила номер на 4-й.
19 февраля 1814 года дивизия драгун, прибывшая из Испании, получила 6-й номер, и вошла в состав новообразованного 6-го кавалерийского корпуса.
Сражалась до отречения Императора.

## Командование дивизии

### Командиры дивизии
- дивизионный генерал Арман Лебрен де Ля Уссе (9 января 1812 – 10 декабря 1812)
- должность вакантна (10 декабря 1812 – 6 февраля 1813)
- дивизионный генерал Жан-Батист Мийо (13 октября 1813 – 11 ноября 1813)
- дивизионный генерал Николя Руссель д’Юрбаль (19 февраля 1814 – 11 апреля 1814)

### Начальники штаба дивизии
- полковник штаба Луи Жозеф Номпар де Комон де Ля Форс  (1812)

## Подчинение и номер дивизии
- 6-я дивизия тяжёлой кавалерии 3-го корпуса резервной кавалерии Великой Армии (15 февраля 1812 года);
- 6-я дивизия тяжёлой кавалерии 5-го корпуса резервной кавалерии Великой Армии (13 октября 1813 года);
- 6-я дивизия тяжёлой кавалерии 6-го корпуса резервной кавалерии Великой Армии (19 февраля 1814 года).

## Состав дивизии
штаб дивизии
5-й драгунский полк (фр. 5e régiment de dragons)
в составе дивизии с 19 февраля 1814 года.
7-й драгунский полк (фр. 7e régiment de dragons)
в составе дивизии с момента её формирования, и до 6 февраля 1813 года.
12-й драгунский полк (фр. 12e régiment de dragons)
в составе дивизии с 19 февраля 1814 года.
18-й драгунский полк (фр. 18e régiment de dragons)
в составе дивизии с 13 октября 1813 года, и до 18 ноября 1813 года.
19-й драгунский полк (фр. 19e régiment de dragons)
в составе дивизии с 13 октября 1813 года, и до 18 ноября 1813 года.
20-й драгунский полк (фр. 20e régiment de dragons)
в составе дивизии с 13 октября 1813 года, и до 18 ноября 1813 года.
21-й драгунский полк (фр. 21e régiment de dragons)
в составе дивизии с 19 февраля 1814 года.
23-й драгунский полк (фр. 23e régiment de dragons)
в составе дивизии с момента её формирования, и до 18 ноября 1813 года.
25-й драгунский полк (фр. 25e régiment de dragons)
в составе дивизии с 13 октября 1813 года, и до 18 ноября 1813 года.
26-й драгунский полк (фр. 26e régiment de dragons)
в составе дивизии с 19 февраля 1814 года.
28-й драгунский полк (фр. 28e régiment de dragons)
в составе дивизии с момента её формирования, и до 6 февраля 1813 года.
30-й драгунский полк (фр. 30e régiment de dragons)
в составе дивизии с момента её формирования, и до 6 февраля 1813 года.

## Организация дивизии
На 1 июля 1812 года:
- 1-я бригада (командир – бригадный генерал Николя Тири)
  - 7-й драгунский полк (командир – полковник Луи Сопранси)
  - 23-й драгунский полк (командир – полковник Луи Бриан)
- 2-я бригада (командир – бригадный генерал Дени Серон)
  - 28-й драгунский полк (командир – полковник Луи де Виллар)
  - 30-й драгунский полк (командир – полковник Пьер Пентвиль)
    - Всего: 12 эскадронов, 2690 человек, 12 орудий[1].

На 13 октября 1813 года:
- 1-я бригада (командир – бригадный генерал Огюст Ламотт)
  - 18-й драгунский полк (командир – полковник Франсуа Дар)
  - 19-й драгунский полк (командир – полковник Жозеф Мерме)
  - 20-й драгунский полк (командир – полковник Пьер Дезарг)
- 2-я бригада (командир – бригадный генерал Габриэль Монлежье)
  - 23-й драгунский полк (командир – полковник Шарль Мартикь)
  - 25-й драгунский полк (командир – полковник Огюстен Монтиньи)
    - Всего: 12 эскадронов, 1600 человек[5].

На 22 февраля 1814 года:
- 1-я бригада (командир – бригадный генерал Луи Спарр)
  - 5-й драгунский полк (командир – полковник Жан-Батист Морен)
  - 12-й драгунский полк (командир – полковник Алекси Бессар-Гроньяр)
- 2-я бригада (командир – бригадный генерал Андре Риго)
  - 21-й драгунский полк (командир – полковник Жан-Батист Савьо)
  - 26-й драгунский полк (командир – полковник Луи-Пьер Бенар)
    - Всего: около 2200 человек[6].

## Награждённые

### Коммандан ордена Почётного легиона
- Николя Руссель д’Юрбаль, 9 апреля 1814 – дивизионный генерал

### Офицеры ордена Почётного легиона
- Луи Жозеф Номпар де Комон де Ла Форс, 11 октября 1812 – полковник, начальник штаба дивизии
- Атри, 11 октября 1812 – командир эскадрона 7-го драгунского
- Жирар, 11 октября 1812 – лейтенант 23-го драгунского
- Мартинж, 11 октября 1812 – капитан 28-го драгунского
- Луи Сопранси, 31 октября 1812 – полковник 7-го драгунского